# Mattias Moström
Mattias Kent Moström (Stoccolma, 25 febbraio 1983) è un calciatore svedese, centrocampista del Rival.

## Carriera

### Club
Moström ha iniziato a giocare a calcio nelle giovanili dello AIK, prima di trasferirsi nel 2001 al Café Opera. Vi è rimasto fino alla fine del 2003 e l'anno seguente è tornato all'AIK, stavolta per giocare nella prima squadra.
Ha debuttato in Allsvenskan in data 4 aprile 2004, quando è subentrato a Göran Marklund nel successo per 1-0 sul GIF Sundsvall. Il 5 luglio dello stesso anno ha realizzato la prima rete in campionato per il suo club, contribuendo così al successo per 3-1 sull'IFK Göteborg. Alla fine di quella stessa stagione, l'AIK è retrocesso in Superettan, ma ha riconquistato la promozione già nel campionato 2005.
Dopo la fine dell'Allsvenskan 2006, ha lasciato la natia Svezia e si è trasferito nella confinante Norvegia per giocare nel Molde, squadra appena retrocessa in 1. divisjon, secondo livello del campionato locale. Ha esordito per il nuovo club il 9 aprile 2007, giocando da titolare nel match vinto per 2-3 sul campo del Sogndal. Il 17 giugno ha segnato la prima rete in campionato per il Molde, contribuendo al successo della sua squadra in casa dell'Haugesund col punteggio di 2-4. Il Molde è arrivato al primo posto finale in classifica ed ha conquistato così la promozione nell'Eliteserien.
Il 30 marzo 2008 ha giocato così il primo incontro nella massima divisione norvegese, che è terminato con un pareggio per 0-0 contro lo Stabæk. Il 31 agosto dello stesso anno è arrivato anche il primo gol nell'Eliteserien, nel pareggio per 3-3 in casa del Viking. L'8 novembre 2009 è stato titolare nella finale del Norgesmesterskapet giocata contro l'Aalesund, ma il Molde è stato sconfitto ai calci di rigore.
Il 26 luglio 2011 ha firmato un contratto con il Kalmar, che sarebbe stato valido dal 1º gennaio successivo. Il 25 agosto quest'accordo è stato però rescisso, poiché il calciatore si è pentito della scelta ed ha preferito rimanere in forza al Molde. Ha vinto poi il campionato 2011 con la sua squadra. Il Molde ha centrato il titolo anche l'anno seguente. Il 4 luglio 2014 ha rinnovato il contratto che lo legava al Molde fino al 31 dicembre 2016.
Il 4 ottobre successivo ha vinto il campionato 2014 con il suo Molde, raggiungendo matematicamente il successo finale con quattro giornate d'anticipo grazie alla vittoria per 1-2 sul campo del Viking. Il 9 settembre 2016 ha prolungato il contratto col Molde fino al 31 dicembre 2018. Si è ritirato dal calcio professionistico al termine della stagione 2020. A giugno 2021 è stato reso noto il suo ritorno in campo, a livello dilettantistico: avrebbe infatti giocato per il Træff.
In vista della stagione 2023, Moström è passato al Rival.

### Nazionale
Moström ha rappresentato la Svezia a livello Under-17, Under-19 e Under-21. Ha esordito il 18 agosto 2004, subentrando a Samuel Holmén nel pareggio per 1-1 contro la Bielorussia.

## Statistiche

### Presenze e reti nei club
Statistiche aggiornate al 30 maggio 2023.
| Stagione          | Club              | Campionato        | Campionato | Campionato | Coppe nazionali | Coppe nazionali | Coppe nazionali | Coppe continentali | Coppe continentali | Coppe continentali | Supercoppe | Supercoppe | Supercoppe | Totale | Totale |
| Stagione          | Club              | Comp              | Pres       | Reti       | Comp            | Pres            | Reti            | Comp               | Pres               | Reti               | Comp       | Pres       | Reti       | Pres   | Reti   |
| ----------------- | ----------------- | ----------------- | ---------- | ---------- | --------------- | --------------- | --------------- | ------------------ | ------------------ | ------------------ | ---------- | ---------- | ---------- | ------ | ------ |
| 2001              | Café Opera        | S                 | 8          | 0          | CS              | ?               | ?               | -                  | -                  | -                  | -          | -          | -          | 8+     | 9+     |
| 2002              | Café Opera        | S                 | 12         | 1          | CS              | ?               | ?               | -                  | -                  | -                  | -          | -          | -          | 12+    | 1+     |
| 2003              | Café Opera        | S                 | 27         | 3          | CS              | ?               | ?               | -                  | -                  | -                  | -          | -          | -          | 27+    | 3+     |
| Totale Café Opera | Totale Café Opera | Totale Café Opera | 47         | 4          |                 | ?               | ?               |                    | -                  | -                  |            | -          | -          | 47+    | 4+     |
| 2004              | AIK               | A                 | 21         | 3          | CS              | ?               | ?               | -                  | -                  | -                  | -          | -          | -          | 21+    | 3+     |
| 2005              | AIK               | S                 | 27         | 2          | CS              | ?               | ?               | -                  | -                  | -                  | -          | -          | -          | 27+    | 2+     |
| 2006              | AIK               | A                 | 17         | 0          | CS              | ?               | ?               | -                  | -                  | -                  | -          | -          | -          | 17+    | 0+     |
| Totale AIK        | Totale AIK        | Totale AIK        | 65         | 5          |                 | ?               | ?               |                    | -                  | -                  |            | -          | -          | 65+    | 5+     |
| 2007              | Molde             | 1D                | 17         | 1          | CN              | ?               | ?               | -                  | -                  | -                  | -          | -          | -          | 17+    | 1+     |
| 2008              | Molde             | ES                | 18         | 1          | CN              | 2               | 0               | -                  | -                  | -                  | -          | -          | -          | 20     | 1      |
| 2009              | Molde             | ES                | 26         | 2          | CN              | 6               | 2               | -                  | -                  | -                  | -          | -          | -          | 32     | 4      |
| 2010              | Molde             | ES                | 28         | 3          | CN              | 2               | 0               | UEL                | 4                  | 1                  | -          | -          | -          | 34     | 4      |
| 2011              | Molde             | ES                | 27         | 3          | CN              | 5               | 3               | -                  | -                  | -                  | -          | -          | -          | 32     | 6      |
| 2012              | Molde             | ES                | 28         | 5          | CN              | 4               | 0               | UCL+UEL            | 4+7                | 0+1                | -          | -          | -          | 43     | 6      |
| 2013              | Molde             | ES                | 26         | 3          | CN              | 5               | 0               | UCL+UEL            | 4+0                | 0                  | -          | -          | -          | 35     | 3      |
| 2014              | Molde             | ES                | 28         | 2          | CN              | 5               | 1               | UEL                | 2                  | 0                  | -          | -          | -          | 35     | 3      |
| 2015              | Molde             | ES                | 19         | 2          | CN              | 1               | 0               | UCL+UEL            | 4+9                | 1+0                | -          | -          | -          | 33     | 3      |
| 2016              | Molde             | ES                | 20         | 1          | CN              | 1               | 0               | -                  | -                  | -                  | -          | -          | -          | 21     | 1      |
| 2017              | Molde             | ES                | 6          | 0          | CN              | 0               | 0               | -                  | -                  | -                  | -          | -          | -          | 6      | 0      |
| 2018              | Molde             | ES                | 18         | 2          | CN              | 1               | 0               | UEL                | 3                  | 0                  | -          | -          | -          | 22     | 2      |
| 2019              | Molde             | ES                | 20         | 2          | CN              | 3               | 0               | UEL                | 4                  | 0                  | -          | -          | -          | 27     | 2      |
| 2020              | Molde             | ES                | 9          | 1          | -               | -               | -               | UCL+UEL            | 0+2                | 0                  | -          | -          | -          | 11     | 1      |
| Totale Molde      | Totale Molde      | Totale Molde      | 290        | 28         |                 | 35+             | 6+              |                    | 37                 | 3                  |            | -          | -          | 362+   | 37+    |
| giu.-dic. 2021    | Træff             | 3D                | 0          | 0          | CN              | -               | -               | -                  | -                  | -                  | -          | -          | -          | 0      | 0      |
| 2022              | Træff             | 2D                | 4          | 0          | CN              | 0               | 0               | -                  | -                  | -                  | -          | -          | -          | 4      | 0      |
| 2023              | Rival             | 5D                | 3          | 2          | CN              | 0               | 0               | -                  | -                  | -                  | -          | -          | -          | 3      | 2      |
| Totale            | Totale            | Totale            | 409        | 39         |                 | 35+             | 6+              |                    | 37                 | 3                  |            | -          | -          | 481+   | 48+    |

## Palmarès

### Club

#### Competizioni nazionali
- 1. divisjon: 1

Molde: 2007
- Campionato norvegese: 4

Molde: 2011, 2012, 2014, 2019
- Coppa di Norvegia: 2

Molde: 2013, 2014
- Supercoppa di Norvegia: 1

Molde: 2012